# Greenport (condado de Columbia, Nueva York)
Greenport es un pueblo ubicado en el condado de Columbia en el estado estadounidense de Nueva York. En el año 2000 tenía una población de 4.180 habitantes y una densidad poblacional de 86 personas por km².

## Historia
Esta región fue explorada por Henry Hudson en 1609 y el pueblo se asentó en 1837.

## Geografía
Greenport se encuentra ubicado en las coordenadas 42°13′50″N 73°47′42″O / 42.23056, -73.79500.

## Demografía
Según la Oficina del Censo en 2000 los ingresos medios por hogar en la localidad eran de $37 394, y los ingresos medios por familia eran $47 452. Los hombres tenían unos ingresos medios de $35 250 frente a los $26 381 para las mujeres. La renta per cápita para la localidad era de $20 543. Alrededor del 10.3 % de la población estaban por debajo del umbral de pobreza.